# Ing. Adriano Bossetti
Adriano Bossetti (Milano, 11 settembre 1912 – Novara, 2003) è stato un imprenditore italiano.
Adriano Bossetti (Milano, 11 settembre 1912 – Novara, 2003) è stato un ingegnere e imprenditore italiano, fondatore della Società Impianti Termoelettrici Industriali (S.I.T.I. S.p.A.), azienda di rilevanza internazionale nel settore degli impianti per la produzione ceramica e metallurgica, con sede a Marano Ticino (provincia di Novara).

## Biografia
Bossetti nacque a Milano e crebbe a Novara. Laureato in ingegneria nel 1936, iniziò la sua carriera presso la SCEL, società metalmeccanica novarese, dove ricoprì il ruolo di procuratore generale.
Nel 1946 fondò la S.I.T.I., con sede a Novara. L’azienda si specializzò nella progettazione e realizzazione di impianti industriali “chiavi in mano” per ceramica e metallurgia, distinguendosi per l’innovazione tecnologica, l’automazione dei processi produttivi e l’efficienza energetica dei forni a tunnel. Nel 1962 fu inaugurato il nuovo stabilimento a Marano Ticino, alla presenza di autorità e rappresentanti del mondo industriale.

## Opere e innovazioni tecniche principali
- Monocottura ceramica: sviluppo e applicazione della tecnologia della monocottura rapida per piastrelle ceramiche.[2]
- Impianti “chiavi in mano”: progettazione di linee complete integrate dalla materia prima alla cottura.[3]
- Forni a tunnel industriali: realizzazione di forni progettati per uniformità di cottura e maggiore efficienza energetica.[4]
- Automazione e controllo di processo: introduzione di sistemi di movimentazione e controllo elettronico dei cicli produttivi.[5]
- Espansione internazionale: trasferimento della tecnologia nei principali distretti ceramici esteri tramite filiali in Brasile e Spagna.[6]

## Espansione internazionale
Sotto la guida di Bossetti, la S.I.T.I. divenne uno dei protagonisti mondiali della tecnologia ceramica. L’azienda aprì filiali in Sud America, in particolare in Brasile, e in Europa (con stabilimenti in Spagna), esportando impianti in oltre 40 Paesi e contribuendo alla modernizzazione dei principali distretti produttivi internazionali.  Questo sviluppo portò il gruppo a competere con i maggiori costruttori europei e asiatici, rafforzando il ruolo dell’industria italiana della ceramica nel panorama mondiale.
Nel 1996, in occasione del cinquantenario della fondazione, fu pubblicato il volume SITI, 50 anni di storia, che ripercorre le tappe di crescita dell’azienda e il contributo dato da Bossetti alla diffusione internazionale della tecnologia italiana.

## Attività e riconoscimenti
Bossetti ricevette numerosi premi e onorificenze, tra cui:
- Cavaliere di Gran Croce dell’Ordine al Merito della Repubblica Italiana (1977)[9]
- Cavaliere del lavoro (1979)[10]
- Premio internazionale Aldo Villa (1989)[11]
- “Novarese dell’anno” (1986)[12]

## Sport e attività locali
Bossetti sostenne attivamente lo sport giovanile e le iniziative locali a Novara. La S.I.T.I. patrocinò eventi come il rally “999 Minuti” organizzato dal Panathlon Club Novara, promuovendo la pratica sportiva e il fair play tra le nuove generazioni.  Inoltre, favorì collaborazioni con associazioni sportive del territorio, contribuendo alla diffusione dello sport dilettantistico e al sostegno di squadre locali.

## Intitolazioni
In riconoscimento del suo contributo alla città e al settore industriale, il Comune di Novara ha dedicato a Bossetti una rotonda all’incrocio tra via Ugo Porzio Giovanola e viale Kennedy il 9 luglio 2014.